# Сербський хрест
Сербський хрест (серб. српски крст / srpski krst, також використовується в сербський назву Оціло (серб. оцило / ocilo) или Огніло (серб. огњило / ognjilo)) — символ Сербії, сербського народу та сербської православної церкви. Являє собою грецький (рівносторонній) хрест, по кутах якого зображені чотири стилізовані Ͻ і С-подібні кресала.
Така форма хреста спочатку використовувалася у Візантійській імперії; у візантійському варіанті замість сербських кресал на прапорі було чотири літери Β (віта), які означали візантійський девіз «Βασιλεὺς Βασιλέων, Βασιλεύων Βασιλευόντων» («Цар царів панує над царями»). Одначе в сучасній Сербії чотири кресала іноді трактуються як чотири літери С, і отже, як девіз «Само слога Србина спасава» («Тільки єдність врятує сербів»).
Сербський хрест присутній на гербі і прапор Сербії, а також на прапорі сербської православної церкви. На гербі СР Сербії були зображені чотири кресала без хреста.
Сербський хрест іноді вишивають на тепелаці (верхній частині) чорногорських кап.

## Галерея

Сербський хрест на прапорі
Прообраз сербського хреста на прапорі династії Палеологів
Хрест на прапорі сербської православної церкви
Герб Соціалістичної Республіки Сербія